# Jorge de Armas
Jorge de Armas (6 de octubre de 1967, La Habana, Cuba), es un licenciado en Historia del Arte, escritor y periodista cubano. Ha trabajado por el diálogo entre cubanos de diferentes ideologías, desde una postura política de crítica al régimen de La Habana.
Trabaja fundamentalmente como periodista e investigador para varios medios en Estados Unidos, Cuba y España. Ha obtenido varios premios en poesía, cuento e investigación entre los que se destaca el Premio «Alejo Carpentier» a la mejor investigación musical.
Participó activamente como analista político en numerosos programas de televisión como El Espejo, Maria Elvira, A Mano Limpia y en la cadena CNN en español. En 2018 renunció a participar en debates políticos para concentrarse en su producción literaria. Además de análisis político, escribe sobre arte y música.
Reside en Miami (Estados Unidos).

## Reseña biográfica

### Nacimiento e infancia
Jorge de Armas nació en La Habana y sus estudios primarios y secundarios los realizó en la Escuela de Música de Guanabacoa, popular barrio de la capital cubana.

### Comienzos
Estudió Historia del Arte en la Facultad de Artes y Letras de la Universidad de La Habana entre 1990 y 1995 además de estudios de Filosofía y Letras en la Universidad de Alcalá de Henares en 1995. Se especializó en Teoría de la Cultura y Estética.

### Siguiente etapa
Durante tres años ejerció como profesor en la Universidad de La Habana hasta que fue separado de ella por motivos políticos. Fue editor de la Revista ArteCubano que edita el Consejo Nacional de las Artes Visuales de Cuba y trabajó en la dirección nacional de la Asociación Hermanos Saíz, que agrupa a los escritores y artistas cubanos menores de 35 años, hasta el año 2000 cuando decide radicarse en España, país en el que residirá hasta 2008, año donde decide trasladarse a los Estados Unidos.
Fue director de Cuban-Americans for Engagement y miembro de su junta directiva.  Trabajó por el entendimiento entre los cubanos exiliados y sus compatriotas en la Isla.  Perteneció a dicha organización durante 4 meses hasta que renuncia denunciando su carácter manipulativo y servil con la dictadura cubana.
Es un activista destacado en la lucha contra el régimen comunista cubano. Su posición es clara en favor de la democracia y en contra del régimen autoritario y totalitario que somete a Cuba.

### Trabajo actual
Su participación en la televisión de Miami fue muy activa. Fue tertuliano habitual de El Espejo, A Mano Limpia, María Elvira o Prohibido Callarse entre otros. También ha estado en programas de radio de cadenas nacionales hispanas como Univisión.
Es creador del podcast Blanco y Trocadero, espacio en cual entrevistó a numerosas personalidades como Tania Bruguera o Paquito D’Rivera. En otros medios de prensa ha entrevistado a figuras como Joe García, congresista de La Florida, Jean-Robert Lafortune, Presidente de la Coalición Haitiano Americana, o Ismael Cala, destacado presentador, escritor y comunicador de la CNN.
Su libro de relatos Pollo x pescao fue publicado en enero de 2021.
Actualmente publica en medios de prensa digitales como CubaEncuentro o Hypermedia.
Desde marzo de 2021 dirige Hypermedia Live, es espacio audiovisual de Hypermedia Magazine.
Publica semanalmente un espacio de entrevistas llamado "3 preguntas con:"